# Kaya Scodelario

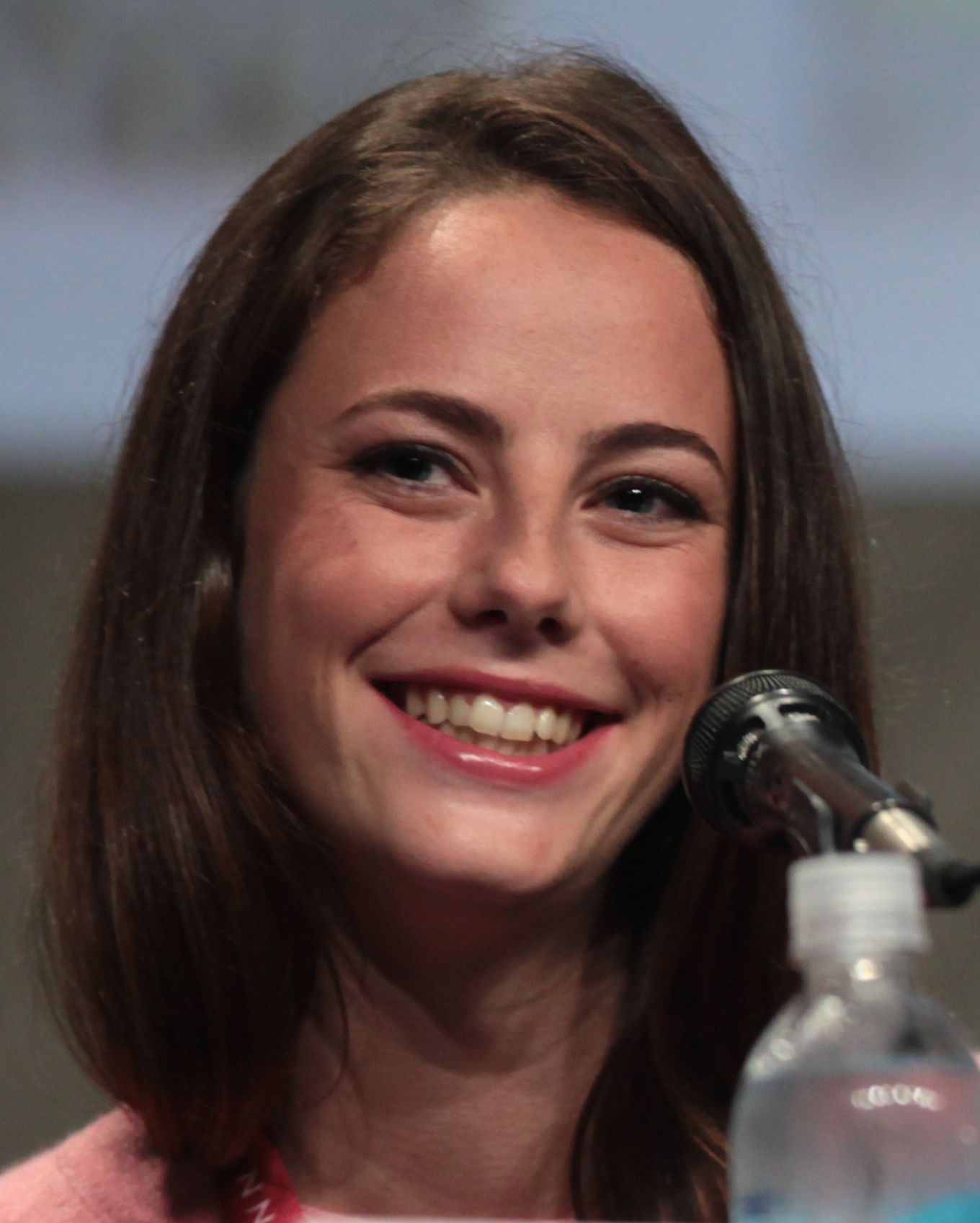
Kaya Scodelario (2014)

Kaya Rose Scodelario-Davis (* 13. März 1992 in Haywards Heath, West Sussex als Kaya Rose Humphrey) ist eine britische Schauspielerin. Sie wurde durch die Rolle der Elizabeth „Effy“ Stonem in dem britischen E4-Jugenddrama Skins – Hautnah und als Teresa in der Maze-Runner-Trilogie bekannt.

## Leben
Scodelario wuchs in ihrem Geburtsort Haywards Heath auf und lebte zwischenzeitlich in London. Ihre Eltern ließen sich bereits während ihrer Kindheit scheiden. Ihr 2010 verstorbener Vater war Brite, ihre Mutter stammt aus Brasilien. Der Nachname Scodelario, den sie nach der Scheidung ihrer Eltern annahm, ist der Geburtsname ihrer Mutter und stammt von ihrem italienischen Urgroßvater. Durch ihre brasilianische Mutter spricht sie fließend Portugiesisch.
Scodelario begann ihre Karriere 2007 im britischen Jugenddrama Skins als Elizabeth „Effy“ Stonem, der kleineren Schwester von Anthony „Tony“ Stonem (Nicholas Hoult). In den ersten beiden Staffeln spielte sie zunächst keine große Rolle, hatte aber dennoch jeweils eine eigene Episode (Staffel 1, Folge 8 und Staffel 2, Folge 7). Ab der dritten Staffel spielte sie eine der Hauptrollen. Mit der vierten Staffel endete ihre Skins-Karriere zunächst, in der siebten Staffel der Serie bekam sie wieder eine Hauptrolle.
2009 war sie in dem Science-Fiction-Thriller Moon als die 15-jährige Eve Bell zu sehen. Ihre zweite Filmrolle war die junge Tasha im 2010 erschienenen Film Shank. 2011 spielte sie die Hauptrolle der Catherine Earnshaw in der Neuverfilmung des Emily-Brontë-Klassikers Sturmhöhe. 2014 spielte sie im Science-Fiction-Film Maze Runner – Die Auserwählten im Labyrinth die Rolle der Teresa. In Pirates of the Caribbean: Salazars Rache (2017) übernahm sie die Rolle der Carina Smyth.
2020 erschien die Serie Spinning Out auf Netflix. In ihr spielt sie Kat Baker, eine erfolgreiche Eiskunstläuferin, die zunächst wegen Unstimmigkeiten ihre Karriere an den Nagel hängen will, dann jedoch ein Comeback schafft. Außerdem hatte sie Auftritte in den Musikvideos Stay Too Long und She Said des britischen Musikers Plan B sowie in Candy von Robbie Williams.
Scodelario heiratete 2015 den Schauspieler Benjamin Walker. Das Paar hat zwei Kinder (* 2016 und 2022). Im Februar 2024 wurde bekannt, dass sich das Paar bereits einige Monate zuvor getrennt hat.

## Filmografie
- 2007–2010, 2013: Skins – Hautnah (Skins, Fernsehserie, 25 Folgen)
- 2009: Moon
- 2010: Kampf der Titanen (Clash of the Titans)
- 2010: Shank
- 2011: Sturmhöhe (Wuthering Heights)
- 2012: Now Is Good – Jeder Moment zählt (Now Is Good)
- 2012: True Love (Fernsehserie, 2 Folgen)
- 2012: Twenty8k
- 2013: Linda’s Child – Unterschätze nie, wozu eine Mutter fähig ist (The Truth About Emanuel)
- 2013: Southcliffe (Miniserie, 4 Folgen)
- 2013: Walking Stories (Kurzfilm)
- 2014: Maze Runner – Die Auserwählten im Labyrinth (The Maze Runner)
- 2015: Maze Runner – Die Auserwählten in der Brandwüste (Maze Runner: The Scorch Trials)
- 2015: Tiger House
- 2017: Pirates of the Caribbean: Salazars Rache (Pirates of the Caribbean: Dead Men Tell No Tales)
- 2018: Maze Runner – Die Auserwählten in der Todeszone (Maze Runner: The Death Cure)
- 2019: Extremely Wicked, Shockingly Evil and Vile
- 2019: Crawl
- 2020: Spinning Out (Fernsehserie, 10 Folgen)
- 2020: The Pale Horse (Miniserie, 2 Folgen)
- 2021: Resident Evil: Welcome to Raccoon City
- 2022: The King’s Daughter
- 2022: Lass mich nicht gehen (Don’t Make Me Go)
- 2022: This Is Christmas
- 2024: The Gentlemen (Fernsehserie)
- 2024: Senna

## Nominierungen für Filmpreise
- 2008: Goldene Nymphe: Hervorragende Schauspielerin – Dramaserie für Skins – Hautnah
- 2009: TV Quick Awards: Beste Schauspielerin für Skins – Hautnah
- 2010: TV Quick Awards: Beste Schauspielerin für Skins – Hautnah
- 2010: Goldene Nymphe: Hervorragende Schauspielerin – Dramaserie für Skins – Hautnah
- 2012: Glamour Women of the Year Awards: Pandora Breakthrough für Sturmhöhe (Wuthering Heights)
- 2013: Virgin Media Movie Awards: Beste Schauspielerin für True Love
- 2015: Glamour Women of the Year Awards: Next Breakthrough für Maze Runner – Die Auserwählten im Labyrinth
- 2015: Teen Choice Award: Choice Movie Actress: Action für Maze Runner – Die Auserwählten im Labyrinth
- 2015: Capricho Awards: Best International Actress für Maze Runner – Die Auserwählten im Labyrinth
- 2016: Teen Choice Awards: Choice Movie Actress: Action für Maze Runner – Die Auserwählten in der Brandwüste
- 2017: Teen Choice Awards: Choice Movie Actress: Action für Pirates of the Caribbean: Salazars Rache
- 2018: Teen Choice Awards: Choice Movie Ship (zusammen mit Dylan O’Brien) für Maze Runner – Die Auserwählten in der Todeszone
- 2019: National Film & TV Awards: Beste Schauspielerin für Crawl

2023 wurde Scodelario für die Goldene Himbeere als schlechteste Schauspielerin nominiert für ihre Darstellung in The King’s Daughter (gedreht 2014, veröffentlicht 2022).